# Wapen van Tamaulipas

Het wapen van Tamaulipas is het officiële symbool van de Mexicaanse staat Tamaulipas. Het staat centraal in de niet-officiële vlag van Tamaulipas.
Het wapen bestaat uit een schild met een gouden (gele) rand. Het schild is in tweeën gedeeld door een zwarte lijn. In het bovenste deel van het schild bevindt zich een kleiner schild, dat dit bovenste deel in tweeën deelt. Dit kleinere schild is het wapen van de hertog van Sierra Gorda, een 18e-eeuwse heerser over het gebied.
Links van het kleine schild staan een graanplant en een katoenplant afgebeeld, als verwijzing naar de graan- en katoenteelt in de staat. Rechts van het kleine schild worden twee stieren en een geit getoond als symbool van de veeteelt.
Het onderste deel van het schild toont een gestileerde weergave van het landschap en de economie van Tamaulipas. De zee links is de Golf van Mexico waaraan Tamaulipas ligt. Op de zee vaart een boot, die net als de afgebeelde vis de visserij van Tamaulipas symboliseert. In het midden is een tractor bezig het land te bewerken; dit verwijst naar de (vooruitgang in de) landbouw. Rechts staat een olieraffinaderij afgebeeld als symbool van de in Tamaulipas actieve olie-industrie. Op de achtergrond bevindt zich de Cerro de Bernal, een berg in Tamaulipas.